# جامائیکا بیچ (تگزاس)
جامائیکا بیچ، تگزاس(به انگلیسی: Jamaica Beach, Texas) شهری در ایالت تگزاس از ایالات جنوبی ایالات متحده آمریکا است. در سرشماری سال ۲۰۰۰، جمعیت این شهر ۱۰۷۵ نفر اعلام شد.